# Sut Jhally
Vous pouvez aider à l'améliorer ou bien discuter des problèmes sur sa page de discussion.
- Il ne cite pas suffisamment ses sources. Vous pouvez indiquer les passages à sourcer avec {{référence nécessaire}} ou {{Référence souhaitée}}, et inclure les références utiles en les liant aux notes de bas de page. (Marqué depuis avril 2024)
- Certaines informations devraient être mieux reliées aux sources mentionnées dans la bibliographie ou les liens externes. Améliorez sa vérifiabilité en les associant par des références. (Marqué depuis avril 2024)
- Il ne s’appuie pas, ou pas assez, sur des sources secondaires ou tertiaires. (Marqué depuis avril 2024)

- Archive Wikiwix
- Bing
- Cairn
- DuckDuckGo
- E. Universalis
- Gallica
- Google
- G. Books
- G. News
- G. Scholar
- Persée
- Qwant
- (zh) Baidu
- (ru) Yandex
- (wd) trouver des œuvres sur Wikidata

Sut Jhally, né le 29 mai 1955 au Kenya, est un réalisateur et professeur en communication de masse.

## Biographie
Sut Jhally grandit en Angleterre. Il effectue ses études de premier cycle à l'Université de York puis il déménage au Canada après avoir accepté une bourse à l'Université de Victoria. Il poursuit ses études à l'Université Simon Fraser, où il obtient son doctorat[Quand ?].
Dans une vidéo de 2004 intitulée Peace, Propaganda & the Promised Land, il tente d'établir l'influence de la propagande et des relations publiques israéliennes sur l'opinion publique américaine concernant le conflit israélo-palestinien.
Dans la vidéo Hijacking Catastrophe de 2004, il soutient que la « guerre contre le terrorisme » a été utilisée par les responsables américains comme prétexte pour projeter la puissance militaire à travers le monde.
Dans sa vidéo de 2006 Reel Bad Arabs, il explore la diffamation des Arabes dans le cinéma américain en se basant sur le livre de 2001 de Jack Shaheen Reel Bad Arabs.

## Filmographie
- 2006 : Hollywood et les Arabes : Comment Hollywood avilit un peuple (Reel Bad Arabs: How Hollywood Vilifies a People)